# Goosebumps
„Goosebumps“ (произнася се „гуусбампс“ и означава „настръхнала кожа“) е популярна американска поредица детски трилъри за читатели между 9 и 13-годишна възраст. Книгите не са сюжетно свързани и всяка книга разказва самостоятелна история със собствени персонажи. „Goosebumps“ са издадени на 32 езика в над 300-милионен тираж по целия свят – от Канада до Тайланд, от Исландия до Южна Африка, от Бразилия до Япония.
В Съединените щати детските трилъри „Goosebumps“ започват да излизат през 1992 година, като всеки месец в продължение на пет години малките читатели получават ново заглавие. Така през 1997 година са издадени вече 62 книги „Goosebumps“.
В почти всяко свое интервю авторът на „Goosebumps“ Р. Л. Стайн изтъква, че целта му е да покаже на децата, че може да четат и да се забавляват едновременно. Преди да започне да пише „Goosebumps“, Р. Л. Стайн е бил повече от десет години редактор в хумористично списание и това личи от живия, динамичен стил на „Goosebumps“ – загадъчни истории, разказани с кратки изречения, пряка реч и приятен хумор.
През 2003 година Р. Л. Стайн е вписан в Книгата на рекордите на Гинес като автор на най-продаваната детска поредица книги.

## Goosebumps в България
В България „Goosebumps“ се появяват най-напред с телевизионната версия на книгите – 20-минутните теленовели са излъчени от bTV през 2002 година. През ноември 2008 Агенция Ню Импрес започва да издава поредицата с книгите „Кажи „Зе-е-ле-е“ и... умри!“ и „Стой далече от мазето“.

### Книгите, преведени в България
- „Кажи „Зе-е-ле-е“ и... умри!“ („Say Cheese and Die!“)
- „Стой далече от мазето“ („Stay Out of the Basement“)
- „Добре дошли в лагер „Кошмар““ („Welcome to Camp Nightmare“)
- „Прегръдката на снежното чудовище“ („The Abominable Snowman of Pasadena“)
- „В гробницата на мумията“ („The Curse of the Mummy's Tomb“)
- „Не поглеждай под мивката!“ („It Came from Beneath the Sink!“)
- „Добре дошли в мъртвата къща“ („Welcome to Dead House“)
- „Кажи „Зе-е-ле-е“ и... умри! 2“ („Say Cheese and Die – Again!“)
- „Завръщането на мумията“ („Return of the Mummy“)